# Joan Hugo van Bolhuis
Joan Hugo van Bolhuis (Baambrugge, 20 december 1805 – Ginneken, 14 februari 1844) was een Nederlands hoogleraar, taalkundige en publicist.

## Leven en werk
Van Bolhuis werd in 1805 in Baambrugge geboren als zoon van de predikant Gerrit Hugo van Bolhuis en Maria Francina Verschuur. Hij volgde de Latijnse school en nadien studeerde hij letterkunde aan de Universiteit van Utrecht. In 1826 promoveerde hij tot doctor op een proefschrift. Hij begon zijn carrière als praeceptor bij het gymnasium te Utrecht. In 1839 werd hij benoemd tot hoogleraar Nederlandse taal- en letterkunde aan de Koninklijke Militaire Academie te Breda. Naast zijn hoogleraarschap heeft Van Bolhuis artikelen en boeken gepubliceerd.
Van Bolhuis was getrouwd met Agneta Johanna Broers. Gerrit Hugo van Bolhuis was een zoon van hen en deze was onder andere advocaat en voorzitter van het Hoog Militair Gerechtshof. Van Bolhuis overleed op 38-jarige leeftijd in 1844 te Ginneken. Hij overleed aan de gevolgen van letsel hem toegebracht in een duel. Van Bolhuis was het enige dodelijk slachtoffer van een sinds 1813 in een Nederland uitgevochten regulier duel. Van Bolhuis werd op 19 februari 1844 begraven in zijn woonplaats Breda. Het Hoog Militair Gerechtshof veroordeelde op 13 juni 1844 de dader, de luitenant E.J. van Lidth de Jeude, tot vijf jaar gevangenisstraf en beide getuigen, vanwege medeplichtigheid, tot drie jaar gevangenisstraf. Koning Willem II schold de straffen kwijt en verleende hun gratie. De secondant van Van Bolhuis, de kapitein Knoop zou later generaal en minister van oorlog worden.

## Enkele publicaties
- De Noormannen in Nederland (1834)
- Over de tegenwoordige inrigting der Latijnsche school te Utrecht (1837)
- Proever eene geschiedenis van het Kasteel Vredenburg. Eene bijdrage tot de kennis der Spaansche overheersching, gedeeltelijk uit onuitgegeven stukken ontleend (1838)